# Willard Duncan Vandiver
Willard Duncan Vandiver (n. 1854 – d. 1932) a fost un politician american, membru al Camerei Reprezentanților a Statelor Unite ale Americii din partea statului Missouri. A devenit celebru fiind creditat în cultura populară ca autorul faimoasei expresii "I'm from Missouri, you've got to show me" – "Sunt din Missouri, trebuie să-mi arătați". – de unde se presupune că ar fi apărut și cunoscutul nume de alint al statului său, "The Show Me State".